# Nicòmac
|  | Aquest article tracta sobre el personatge mitològic. Vegeu-ne altres significats a «Nicòmac (desambiguació)». |

Segons la mitologia grega, Nicòmac (grec antic: Νικόμαχος), va ser un heroi grec, fill de Macàon i d'Anticlea.
Després de la mort de Díocles regnà a Feres de Messènia juntament amb el seu germà Gorgas. Excel·lí com a metge i, per aquesta causa, després de mort rebé honors divins. Més endavant, Istmi, fill de Glauc, va erigir als dos germans un santuari com a homenatge a dos herois guaridors.